# São Sebastião do Caí
São Sebastião do Caí egy község (município) Brazília Rio Grande do Sul államában, Porto Alegre metropolisz-övezetében (Região Metropolitana de Porto Alegre, RMPA). Népességét 2021-ben 26 161 főre becsülték.

## Története
Területén természeti népek laktak, majd a 18. század elején megjelentek a portugálok (1738-ban már bizonyítottan jelen voltak). Fő tevékenységük a szarvasmarha-tenyésztés volt, bár a búzatermesztéssel is próbálkoztak, nagyobb eredmények nélkül. Gyarmati telepek csak a 19. századtól létesültek, a környék első ilyen telepe Santana do Rio dos Sinos volt. A mai São Sebastião do Caí községközpontjaként szolgáló települést 1858-ban alapították Pôrto do Guimarães néven, a Caí folyó partján létesült azonos nevű kikötő mellett. A településen 1873-ban létrejött a Szent Sebestyénnek szentelt egyházközség, 1875-ben pedig kisvárossá (vila) nyilvánították, a kerület pedig függetlenedett São Leopoldo községtől, és 1877-ben São Sebastião do Caí néven önálló községgé alakult.
A település népességét portugálok, németek, feketék és mulattok (pardo) alkották. Szent Sebestyénnek szentelt katolikus templomát 1879-ben, evangélikus templomát pedig 1896-ban szentelték fel, ez utóbbit Latin-Amerika egyik legszebb evangélikus templomának tartják. Az 1923-as lázadás során az Assis Brasilt támogató forradalmárok megszállták a várost, azonban a katonaság érkezésekor elmenekültek. 1937-ben a községet átnevezték Caíra (később visszakapta a São Sebastião do Caí nevet), központját pedig nagyvárossá (cidade) nyilvánították. Ebben az évben avatták fel kórházát is.
A 20. század első felében túlnyomóan agrárközség volt, a termelés családi tulajdonban levő kisbirtokokon történt, és az ipart is csak az élelmiszeripar (például az 1908-ban létesült Carlos Oderich & Cia. konzervgyár) képviselte. Fő exportterméke a lucerna volt. 1950-ben a lakosok 84%-a vidéken lakott (az állami átlag ekkor 66% volt). A 21. század elejére ez az arány megfordult, a gazdaság legnagyobb részét pedig a szolgáltatások teszik ki. Az évek során több kerület kivált belőle, területe és népessége lecsökkent.

## Leírása
A Caí folyó völgyében helyezkedik el, a községközpont 28 méter tengerszint feletti magasságban, Porto Alegretől 50 kilométerre északra fekszik. Éghajlata szubtrópusi, az évi átlaghőmérséklet 20 ºC, a csapadék 1193 mm.